# Fårholmsungen
Fårholmsungen är en ö i Finland.   Den ligger i kommunen Sibbo i den ekonomiska regionen  Helsingfors  och landskapet Nyland, i den södra delen av landet, 26 km öster om huvudstaden Helsingfors.